# Mesure complexe
En mathématiques et plus particulièrement en théorie de la mesure, une mesure complexe, ou mesure à valeurs complexes, est une extension de la notion de mesure signée finie dans le sens où les valeurs complexes sont autorisées, ce qui n'est pas le cas d'une mesure signée finie qui est, par définition, à valeurs réelles.

## Définition
Définition (mesure complexe) — Soit {\displaystyle (X,{\mathcal {A}})} un espace mesurable, c'est-à-dire un couple formé d'un ensemble {\displaystyle X} muni d'une tribu {\displaystyle {\mathcal {A}}}. Une mesure complexe sur {\displaystyle (X,{\mathcal {A}})} est une fonction,
{\displaystyle \mu :{\mathcal {A}}\to \mathbb {C} }
qui vérifie les deux propriétés suivantes
- {\displaystyle \mu (\varnothing )=0} ;
- (sigma additivité) pour toute suite {\displaystyle (A_{n})_{n\in \mathbb {N} }} d'ensembles disjoints dans {\displaystyle {\mathcal {A}}} :

{\displaystyle \sum _{n\geq 0}\mu (A_{n}){\text{ converge dans }}\mathbb {C} ~~{\text{ et }}~~\mu \left(\bigcup _{n=0}^{\infty }A_{n}\right)=\sum _{n=0}^{\infty }\mu (A_{n})}.
De manière équivalente, une mesure complexe est une fonction {\displaystyle \mu } qui peut s'écrire sous la forme {\displaystyle \mu =\mu _{1}+i\mu _{2}} où {\displaystyle \mu _{1}} et {\displaystyle \mu _{2}} sont des mesures signées finies, appelées respectivement, partie réelle et partie imaginaire de {\displaystyle \mu }.
Pour clarifier, on utilisera le terme de « mesure réelle positive », au lieu du simple « mesure », pour les mesures au sens classique, c'est-à-dire, prenant des valeurs dans {\displaystyle [0,+\infty ]}.

## Propriétés
Dans toute cette section {\displaystyle \mu } est une mesure complexe sur l'espace mesurable {\displaystyle (X,{\mathcal {A}})}.
- Par définition, pour tout {\displaystyle A\in {\mathcal {A}}}, {\displaystyle \mu (A)\in \mathbb {C} }. Ainsi, contrairement aux mesures signées, une mesure complexe ne prend que des valeurs finies.

- Pour toute suite {\displaystyle (A_{n})_{n\in \mathbb {N} }} d'ensembles disjoints dans {\displaystyle {\mathcal {A}}}, la somme {\displaystyle \sum _{n=0}^{\infty }\mu (A_{n})} est commutativement convergente donc est absolument convergente.
- La variation {\displaystyle |\mu |} est toujours une mesure réelle positive finie sur l'espace {\displaystyle (X,{\mathcal {A}})}[2],[3].
- La somme de deux mesures complexes est une mesure complexe. Le produit d'une mesure complexe avec un nombre complexe est aussi une mesure complexe. Autrement dit, l'ensemble des mesures complexes sur {\displaystyle (X,{\mathcal {A}})} est un espace vectoriel complexe. En outre, la norme de variation totale {\displaystyle ||\cdot ||_{VT}} définie par {\displaystyle ||\mu ||_{VT}:=|\mu |(X)} est une norme sur cet espace qui en fait un espace de Banach.
- Les parties réelles et imaginaires de {\displaystyle \mu } sont des mesures signées finies sur {\displaystyle (X,{\mathcal {A}})}.

## Intégration par rapport à une mesure complexe
Il est possible de définir l'intégrale d'une fonction réelle mesurable par rapport à une mesure complexe de la même manière que l'intégrale (au sens de Lebesgue) d'une fonction réelle par rapport à une mesure réelle positive en la définissant d'abord pour les fonctions étagées puis en passant au cas général par approximation.
Il est aussi possible de la définir de manière équivalente sans tout redéfinir mais plutôt en utilisant l'intégrale par rapport à une mesure réelle. Si {\displaystyle \mu _{1},\mu _{2}} sont les parties réelles et imaginaires d'une mesure complexe {\displaystyle \mu }, alors on écrit leur décomposition de Jordan :
{\displaystyle \mu _{1}=\mu _{1}^{+}-\mu _{1}^{-}~~~{\text{ et }}~~~\mu _{2}=\mu _{2}^{+}-\mu _{2}^{-}}.
Alors pour une fonction réelle positive et mesurable on a 
{\displaystyle \int fd\mu :=\left(\int fd\mu _{1}^{+}-\int fd\mu _{1}^{-}\right)+i\left(\int fd\mu _{2}^{+}-\int fd\mu _{2}^{-}\right)}.
On peut ensuite étendre naturellement la notion d'intégrale à des fonctions à valeurs complexes en séparant partie réelle et partie imaginaire.

## Décomposition polaire d'une mesure complexe
Toute mesure complexe {\displaystyle \mu } sur un espace mesurable {\displaystyle (X,{\mathcal {A}})} possède une décomposition polaire dans le sens où il existe une fonction complexe et mesurable {\displaystyle h} telle que {\displaystyle |h(x)|=1~~\forall x\in X} et pour toute fonction {\displaystyle f} intégrable selon la mesure de variation totale {\displaystyle |\mu |} on ait 
{\displaystyle \int _{X}f(x)d\mu =\int _{X}f(x)h(x)d|\mu |}.
Une conséquence de cette décomposition polaire est que, pour toute mesure réelle positive {\displaystyle \nu } sur {\displaystyle (X,{\mathcal {A}})} et pour toute fonction complexe {\displaystyle g} qui serait intégrable selon {\displaystyle \nu }, si on pose 
{\displaystyle \mu (A):=\int _{A}g(x)d\nu ~~~\forall A\in {\mathcal {A}}},
alors 
{\displaystyle |\mu |(A)=\int _{A}|g|(x)d\nu ~~~\forall A\in {\mathcal {A}}}.